# Хронологія Північноафриканської кампанії
Хронологія Північноафриканської кампанії — послідовність подій, які відбувалися у хронологічному порядку у Північній Африці на Середземноморському та Африканському театрах війни в роки Другої світової війни. Північноафриканська кампанія охоплювала території держав і колоній на півночі Африканського континенту й відбувалися з весни 1940 року до травня 1943 року, а також незначні події продовжували траплятися до кінця Другої світової війни.

## Події, що сталися до початку Північноафриканської кампанії
- 12 лютого 1940: британський Державний секретар у справах домініонів Ентоні Іден привітав перші австралійські та новозеландські війська, які прибули до Суеца

## 1940

### Червень
- 10 червня: Королівство Італія вступило у Другу світову війну на боці країн Осі, оголосивши війну Великій Британії та Франції — початок Північноафриканської кампанії
- 11 червня: британські Королівські ПС завдали бомбового удару по італійських нафтових родовищах та платформах в італійській Східній Африці та Лівії — початок кампанії в Лівійській пустелі
  - Італія разом з Німеччиною оголосила війну США
  - Італійські літаки бомбардували Аден і Порт-Судан
- 12 червня: британські бомбардувальники атакували Тобрук
- 14 червня: 7-й гусарський полк британської армії перетнувши кордон Єгипту з Лівією, стрімко захопив італійський форт Капуззо
  - Італійська авіація бомбардувала Александрію в Єгипті
- 16 червня: відбулася перша танкова битва північноафриканської кампанії, «бій біля Незует-Гірба»
- 17 червня: на базі 6-ї піхотної дивізії розгорнута армія Західної Пустелі під командуванням майор-генерала Р.О'Коннора. До її складу увійшли 7-ма бронетанкова та 4-та Індійська піхотна дивізії
- 28 червня: маршал авіації Бальбо, генерал-губернатор Лівії, загинув, коли його літак був збитий іншим італійським літаком

### Липень
- 1 липня: заміна маршала авіації Бальбо, маршал Італії Граціані, призначений головнокомандувачем італійських військ у Лівії
- 4 липня: італійська авіація вдруге бомбардувала Александрію в Єгипті
- 25 липня: італійські бомбардувальники Savoia-Marchetti SM.82 атакували британські сили в Александрії та в Хайфі

### Серпень
- 2 серпня: Італія розпочала концентрацію своїх військ на кордоні Лівії та Єгипту
- 17 серпня: британські військові кораблі обстріляли італійські порти в Лівії

### Вересень
- 13 вересня: італійські війська силами 5 дивізій за підтримки 200 танків під командуванням маршала Граціані перетнули лівійсько-єгипетський кордон з метою захоплення Єгипту. Італійці просунулися до Сіді-Баррані; 7-ма бронетанкова та 4-та Індійська піхотна дивізії британських військ отримали наказ відступити до Мерса-Матрух, де перейти в оборону
- 16 вересня: італійський наступ в Єгипті продовжився, вони захопили Сіді-Баррані, за 110 км від кордону; на цьому місці війська Муссоліні зупиняють свій наступ і починають будувати ряд укріплених таборів
- 24 вересня: британці отримали з конвоєм 150 танків, які прибули морем до Порт-Саїда

### Грудень
- 9 грудня: британсько-індійська армія Західної Пустелі розпочала операцію «Компас»: 4-та Індійська дивізія захопила італійські табори в Нібейві, Тумарі на сході та на заході, тоді як 7-ма бронетанкова дивізія прорвалася до італійських таборів у Софафі та Рабія
- 10 грудня: італійські підрозділи оточені в Сіді-Баррані союзниками
- 11 грудня: в Сіді-Баррані здалися понад 20 000 італійських військових (разом за дві доби операції в полон захоплено 38 000 італійців), 237 гармат та 73 танки
- 17 грудня: в ході переслідування противника, британські війська здобули Соллум, форт Капуззо та декілька важливих об'єктів італійської оборони; в полон захоплено ще близько 38 000 італійських військовослужбовців
- 19 грудня: Беніто Муссоліні запросив німецьку допомогу для своїх військ у Киренаїці, що перебувають у важкому стані, вимагаючи танкової дивізії, підрозділів Люфтваффе та різноманітної матеріально-технічної підтримки
- 21 грудня: Бардія оточена 6-ю австралійською дивізією

## 1941

### Січень
- 1 січня: армія Західної Пустелі перейменована на XIII армійський корпус
- 3 січня: почалася триденна битва за Бардію між австралійсько-британськими військами союзників, що входили до складу 2-го Австралійського Імперського Експедиційного командування та формуваннями італійського 23-го корпусу генерал-лейтенанта Аннібале Бергондзолі у ході кампанії в Лівійській пустелі
- 5 січня: італійський XXIII корпус капітулював у Бардії; 45 000 італійських полонених і 130 танків захоплені австралійцями ціною 500 втрат
- 6 січня: розпочалася облога Тобруку союзними військами
- 11 січня: Гітлер підписав директиву № 22, за якою нацистська Німеччина надає військову підтримку італійській армії в Лівії. Операція отримала назву «Зоненблуме»
- 21—22 січня: британсько-австралійські війська в ході дводенних боїв здобули Тобрук у Лівії
- 30 січня: союзні війська захопили Дерну

### Лютий
- 6 лютого: Австралійські війська захопили Бенгазі разом із шістьма високопоставленими італійськими генералами
  - Генерал-лейтенант Ервін Роммель призначений командувати німецькими військами, які направляються в Африку
- 12 лютого: Генерал-лейтенант Роммель прибув до Триполі і звітує перед генералом Гарібольді, який змінив маршала Граціані на посаді командувача італійською армією в Лівії
- 14 лютого: перші підрозділи корпусу «Африка» почали прибувати до Лівії під час операції «Зонненблюм»
- 24 лютого: передові розвідувальні підрозділи німецької 5-ї легкої дивізії поблизу Нофілії біля Ель-Агейли вперше вступили в зіткнення з британськими силами в Африці

### Березень
- 4 березня: британці розпочали передислокацію першого контингенту військ з Єгипту до Греції під командування генерала Мейтленда Вілсона
- 6 березня: авіація Люфтваффе замінувала Суецький канал, заблокувавши його на 3 тижні
- 24 березня: Роммель обмеженими силами розпочав наступ, щоб відбити Ель-Агейлу в британців, що вдалося з вражаючою легкістю. Це заохочує Роммеля просуватися вперед до Мерса-Брега
- 31 березня: німецька 5-та легка дивізія вступила в бій з британською 2-ю бронетанковою дивізією біля Мерса-Бреги, яка намагалася захопити місто. Битва точиться цілий день, і британці відступили до Агедабії

### Квітень
- 4 квітня: німецькі та італійські війська увійшли в Бенгазі, не зустрічаючи опору
- 7 квітня: місто Дерна захоплене підрозділами 5-ої легкої дивізії; в полон потрапили британські генерали Нім і О'Коннор
  - підрозділи італійської 132-ї танкової дивізії «Арієте» здобули селище Мечілі
- 9 квітня: німецький корпус «Африка» опанував Бардію
- 10 квітня: початок 240-денної облоги Тобрука німецько-італійськими військами
- 12 квітня: німецькі моторизовані підрозділи завершили повне оточення Тобрука і продовжили рух по прибережній дорозі до єгипетського кордону
- 13 квітня: передові німецькі формування з ходу опанували єгипетське місто Соллум
- 27 квітня: війська вермахту захопили важливий перевал Халфая за 11,5 кілометрів на схід від кордону з Лівією

### Травень
- 15 травня: Британська армія під командуванням Вейвелла розпочала наступ, операцію «Бревіті», проти Африканського корпусу, їй вдалося відбити перевал Халфая, Соллум і Капуццо
- 16 травня: італійсько-німецькі сили контрударом відновили втрачені позиції, відбивши Соллум та Капуццо; перевал Халфая залишився в руках союзників
- 26—27 травня: отримавши в підкріплення 15-ту танкову дивізію, Роммель провів операцію «Скорпіон» та відбив у генерала Вільяма Готта перевал Халфая на кордоні з Єгиптом

### Червень
- 4 червня: Люфтваффе здійснило потужне нічне бомбардування порту Александрії
- 15 червня: британське угруповання розпочало операцію «Батлакс», маючи на меті зняття облогі армією Роммеля Тобрука з подальшим розгромом німецьких та італійських військ у Північній Африці; але, попри перевазі у силах, зокрема повному пануванню в повітрі, операція провалилася

### Липень
- 5 липня: генерал Окінлек очолив генерала Вейвелла на посаді командувача Середньосхідного командування

### Серпень
- 1 серпня: німецька 5-та легка дивізія переформована на 21-шу танкову дивізію

### Вересень
- 1 вересня: на основі німецького корпусу «Африка» розгорнута танкова група «Африка»
- 10 вересня: британці розгорнули Західну армію, згодом перейменовану на Нільську армію, а з 26 вересня вона стала йменуватися як 8-ма армія

### Жовтень
- 1 жовтня: план операції «Крусейдер» генерала Каннінгема, яка має розпочатися 11 листопада, затверджений генералом Окінлеком

### Листопад
- 3 листопада: генерал Окінлек змушений відкласти операцію «Крусейдер» на 1 тиждень, щоб дати можливість 1-й південноафриканській дивізії, яка нещодавно прибула з Абіссінії, пройти додаткові навчання до наступу
- 17 листопада: британські командос провели операції «Фліппер» — синхронна атака на німецький штаб поблизу Ель-Бейди, італійський штабу в Кирені, розвідувальний центр в Аполлонії та спроба знищити німецького генерала Ервіна Роммеля; операція «Фліппер» у цілому не увінчалася успіхом
- 18 листопада: початок операції «Крусейдер»
- 21 листопада: британська танкова дивізія зазнала поразки під Сіді-Резег і відступила
- 22 листопада: Індійські війська захопили Сіді-Омар
  - війська Нової Зеландії атакують Бір-Гірбу, але зазнають невдачі
- 23 листопада: Роммель провів танкову атаку на британський XXX корпус, але стикається з опором з боку британських, південноафриканських та новозеландських сил
  - Британські та новозеландські війська відступили до Бір-ель-Губі
- 25 листопада: Танкова атака на індійські сили в Сіді-Омарі відбита
  - під час другої атаки за вечір індійські війська знищують німецький 5-й танковий полк 21-ї танкової дивізії
- 26 листопада: Окінлек звільнив Каннінгема, який не проявив належних здібностей, з посади командувача 8-ї армії, замінивши його на лейтенант-генерала Ніла Річі

### Грудень
- 7 грудня: німецькі та італійські війська відійшли на оборонні позиції під Газалою
- 9 грудня: 8-ма армія, що складалася з британських, індійських, новозеландських і південноафриканських сил, зняла облогу Тобрука; «Білий горб», відбитий польською Карпатською бригадою у частин італійської дивізії «Брешіа»
- 15 грудня: війська 8-ї армії атакували німецькі та італійські позиції в Газалі; Роммель, побоюючись, що британці обійдуть його з флангу, віддав наказ на відступ
- 19 грудня: британці опанували Дерну
  - італійські бойові плавці здійснили рейд, намагаючись знищити британські лінійні кораблі на рейді єгипетського морського порту Александрія
- 24 грудня: війська союзників захопили Бенгазі
- 25 грудня: лівійське місто Адждабія здобуто силами 8-ї британської армії
- 30 грудня: після низки виснажливих боїв фронт зупинився на лінії Ель-Агейли

## 1942

### Січень
- 1 січня: британці здобули Бардію; в полон захоплено 8 000 військових Осі
- 12 січня: британські війська захопили обложений Соллум
- 17 січня: останній німецький гарнізон у Хальфаї в Киренаїці капітулював, у полон потрапило близько 5500 людей
- 20 січня: британські війська опанували Бенгазі
- 21 січня: без погодження планів з вищим начальством та несподівано для противника Роммель почав контрнаступ проти 8-ї армії; 21-ша танкова дивізія швидко захопила Мерса-Брегу, тоді як 15-та танкова дивізія прорвалася до Ваді-Фарег і повернула на північ до Агедабії, відбивши спробу британської 1-ї бронетанкової дивізії зупинити їх
- 22 січня: танкова група «Африка» перейменована в танкову армію «Африка»
  - німецькі танки захопили Адждабію та розбили частину британської 1-ї бронетанкової дивізії в районі Антелат — Санну, знищивши близько 70 її танків
- 29 січня: німці вибили союзників з Бенгазі

### Лютий
- 4 лютого: німецький корпус «Африка» опанував Дерну
- 7 лютого: після трохи більше ніж 2 тижнів шаленого контрнаступу війська Роммеля зупинилися перед лінією Газала, серією фортифікаційних укріплень, що простягаються на південь від Газали на 180 миль до Бір-Хакейма

### Травень
- 26 травня: німецько-італійські війська розпочали операцію «Тезей»: зав'язалися бої біля Газали та за Бір-Хакейм

### Червень
- 11 червня: після двох тижнів запеклих боїв, війська Осі здобули Бір-Хакейм
- 13 червня: «Чорна субота»: війська Роммеля завдали нищівних втрат танковим військам Британської Співдружності — знищено 138 танків
- 17 червня: німецькі війська розпочали штурм Тобруку
- 21 червня: стратегічно важливий лівійський порт Тобрук захоплений силами танкової армії «Африка»; в полон захоплено 33 000 британських військовополонених
- 26 червня: формування Роммеля почали атаки на єгипетське місто Мерса-Матрух
- 29 червня: німецько-італійські сили взяли Мерса-Матрух
- 30 червня: передові підрозділи країн Осі вийшли до Ель-Аламейна

### Липень
- 1 липня: початок Першої битви за Ель-Аламейн
- 3 липня: не змігши опанувати Ель-Аламейн з ходу та втративши левову частку своїх танків у боях, Роммель наказав переходити до оборони
- 27 липня: вичерпавши основні сили в низці боїв на підступах до Ель-Аламейна, сторони перейшли до глухої оборони; завершення першої битви за Ель-Аламейн

### Серпень
- 6 серпня: американський генерал Д.Ейзенхауер призначений головнокомандувачем союзних військ, що вторгатимуться до Північної Африки
- 7 серпня: щойно призначений командувач британськими силами у північній Африці лейтенант-генерал Вільям Готт, не встигнувши зайняти пост, загинув у авіакатастрофі на борту транспортного літака «Бомбей», який був збитий німецькими винищувачами Me 109 з JG 27 при посадці на аеродромі в Каїрі
- 13 серпня: Бернард Монтгомері призначений командувачем британськими військами в Африці
- 30 серпня: німецько-італійські сили розпочали битву при Алам-ель-Халфі

### Вересень
- 13-14 вересня: союзники розпочали серію наземних та амфібійних спеціальних операцій з метою дезорганізації тилу німецько-італійських військ: одночасні атаки, проводилися як з моря так і з суходолу, на транспортну інфраструктуру німецьких та італійських військ, що оборонялися в районі Тобрука, а також напади на Бенгазі (операція «Бігамі»[en]), на оазі в Киренаїці Джалу (операція «Найсеті»[en]) та Барке (операція «Караван»[en])

### Жовтень
- 23 жовтня: британські війська розпочали наступ на позиції противника — початок Другої битви за Ель-Аламейн

### Листопад
- 5 листопада: союзники прорвали головну смугу оборони німецько-італійської армії в ході Другої битви за Ель-Аламейн
- 8 листопада: висадка морського десанту у Французькій Північній Африці
  -  — почалася серія морських боїв між американськими кораблями прикриття морського десанту, що за планом операції «Смолоскип» висаджувався у Французькому Марокко, та французькими кораблями уряду Віші
- 9 листопада: 8-ма британська армія здобула Сіді-Баррані
- 10 листопада: американські війська опанували Оран
  -  — французькі війська Віші припинили збройний опір союзникам у Північній Африці
- 12 листопада: британці захопили Соллум та Бардію
  -  — початок повітрянодесантних операцій британців у Північній Африці
- 13 листопада: війська Б.Монтгомері визволили Тобрук
- 15 листопада: формування 8-ї британської армії увійшли в Дерну
- 17 листопада: перші зіткнення між американськими та німецькими військами на півночі Африки — початок Туніської кампанії
- 20 листопада: формування 8-ї британської армії вийшли на околиці Бенгазі

### Грудень
- 4 грудня: німецькі війська захопили Тебурбу в Тунісі
- 8 грудня: війська вермахту окупували морський порт Бізерта в Тунісі
- 11 грудня: розпочалася низка боїв поблизу лівійського містечка Ель-Агейла між британсько-новозеландськими військами 8-ї армії союзників та формуваннями німецько-італійської танкової армії генерал-фельдмаршала Е. Роммеля
- 13 грудня: німецько-італійська армія почала відступ від Ель-Агейли під ударами союзників
- 18 грудня: західніше Нофалії стався останній бій у ході битви за Ель-Агейлу; війська Роммеля відходять на позиції в Тунісі
- 25 грудня: 8-ма британська армія здобула Сирт
  -  — американо-британські війська зупинили свій прорив до Туніса, перейшовши до оборони на ближніх підступах до міста

## 1943

### Січень
- 5 січня: американські війська в Північній Африці об'єднані у 5-ту армію під командуванням генерал-лейтенанта Марка Кларка
- 12 січня: сили Вільної Франції генерала Леклерка вибили останні німецькі війська з Феццана в Південній Лівії
- 14-24 січня: пройшла Касабланкська конференція
- 16 січня: армія генерала Монтгомері вибила німців з містечка Буерат на півночі Лівії та продовжила рух до лівійсько-туніського кордону
- 19 січня: британська 8-ма армія опанувала лівійські міста Хомс та Тархуна
- 23 січня: британські війська захопили Триполі
- 26 січня: британці увійшли в місто Ез-Завія на відстані 150 км від кордону з Тунісом
- 29 січня: передові підрозділи британської армії перетнули туніський кордон
- 30 січня: війська Осі захопили перевал Фаїд у центральному Тунісі

### Лютий
- 4 лютого: німецько-італійська танкова армія генерал-фельдмаршала Е. Роммеля перейшла до оборони у південному Тунісі по рубежу лінії Марет
- 12 лютого: війська Роммеля провели контратаку на 2-й американський корпус генерал-майора Л. Фредендалля у центральному Тунісі, відкинувши їх назад у певному безладді
- 14-17 лютого: сталася битва за Сіді-Бузід
- 19-24 лютого: відбулася битва на перевалі Кассерін — за опанування 3,2-км перевалом Кассерін у горах Атлас у Французькому Тунісі між американськими та німецько-італійськими військами
- 26 лютого-4 березня: війська Е.Роммеля провели операцію «Ошенкопф», яка не увінчалася успіхом

### Березень
- 5 березня: генерал-майор Дж. Паттон очолив 2-й американський корпус
- 6 березня: війська країн Осі провели невдалу наступальну операцію «Капрі» поблизу міста Меденін у Французькому Тунісі
- 9 березня: Гітлер наказав фельдмаршалу Роммелю залишити командування групою армій «Африка», головнокомандувачем сил Осі в Тунісі став генерал-полковник фон Арнім
- 16-31 березня: 8-ма британська армія прорвала оборону противника на лінії Марет, внаслідок чого італійсько-німецька армія змушена була відступити до Ваді-Акаріт
- 23 березня — 3 квітня: між американськими та німецько-італійськими військами поблизу міста Ель-Катар сталася битва; перший випадок, коли американські танкові частини перемогли досвідчені німецькі танкові війська, однак загальний результат боїв залишився невизначеним

### Квітень
- 5 квітня: Середземноморське командування ПС союзників розпочало операцію «Флакс» з повітряної блокади німецько-італійських військ у північному Тунісі
- 6–7 квітня: битва за Ваді-Акаріт
- 7 квітня: американські та британські війська з'єдналися в ході наступу в центральному Тунісі
- 10 квітня: союзники опанували місто Сфакс, у 150 км на південь від Тунісу
- 22 квітня: британці розпочали операцію «Вулкан» з зачищення від німецьких військ північного регіону Тунісу

### Травень
- 6 травня: англо-американські війська розпочали операцію «Страйк» з ліквідації осередків опору німецько-італійської армії на півострові Бон та в районі Бізерти
- 7 травня: британські війська увійшли в Туніс, американські — в Бізерту
- 8-13 травня: союзники провели операцію «Ретрібьюшн» — комплекс заходів з морської та повітряної блокади військ противника переважно в акваторії Туніської протоки
- 10 травня: британська 1-ша армія захопила Хаммамет
- 12 травня: капітуляція всіх німецьких та італійських військ у Тунісі (130 000 німецьких та 120 000 італійських полонених); генерал фон Арнім та 25 інших генералів Осі здалися в полон. Завершення трирічної Північноафриканської кампанії
- 13 травня: командувач італійської 1-ї армії маршал Джованні Мессе разом зі своїм штабом формально здався в полон новозеландському генералу Бернарду Фрейбергу